# Pilawice
Pilawice – wieś w Polsce położona w województwie mazowieckim, w powiecie sochaczewskim, w gminie Sochaczew. Ma status sołectwa.
W latach 1975–1998 miejscowość administracyjnie należała do województwa skierniewickiego.
Siedziba parafii pw. Matki Bożej Miłosierdzia w Pilawicach.